# 朱文佳
朱文佳（英語：Chu Man Kai，1990年10月17日—），香港人，現役香港傷殘羽毛球運動員。由于隐性遗传病的緣故，他的身高只有141釐米。2020東京殘疾人奧運會獲得短肢組羽毛球銀牌，現時單打排名第一名。

## 背景
朱文佳早年就讀樂善堂小學及樂善堂余近卿中學（2007年中五），後入讀香港中文大學修讀教育學士學位，主修健康與體育運動科學。他自中學時期開始打羽毛球，中學畢業曾在其在小學母校任職文員。直至26歲時，獲一位已退役的運動員鼓勵，加上對方認為他可以嘗試加入傷殘羽毛球運動員短肢組行列，如是接受訓練，於2017年到泰國及愛爾蘭首次參與國際賽事，並獲得男子羽毛球雙打金牌。其後政府推行「殘疾運動項目精英資助先導計劃」，結果朱文佳決定於2018年4月由業餘轉為全職傷殘運動員。

## 外部連結
- 朱文佳在BWFBadminton.com（英语）
- 朱文佳在Paralympic.org（英语）